# Station Bernissart
Station Bernissart is een voormalig spoorwegstation langs spoorlijn 80 (Blaton - Bernissart) in de Belgische gemeente Bernissart.
0,0: Blaton ·
2,3: Grande Bruyère ·
4,2: Bernissart